# Поташенково
Поташенково (укр. Поташенкове) — село, относится к Раздельнянскому району Одесской области Украины.
Население по переписи 2001 года составляло 77 человек. Почтовый индекс — 67410. Телефонный код — 4853. Занимает площадь 0,588 км². Код КОАТУУ — 5123981706.
В первой половине 1960-х годов в состав Поташенково вошло бывшее село Белоусовка, которое было основано в 1824 году.

## Местный совет
67442, Одесская обл., Раздельнянский р-н, с. Еремеевка